# Coupe Vanderbilt 1936
La Coupe Vanderbilt 1936 ou I George Vanderbilt Cup Race est un Grand Prix qui s'est tenu sur le circuit de Roosevelt Raceway le 12 octobre 1936.

## Grille de départ
| 1re ligne | Pos. 1                                       | Pos. 2                                     | Pos. 3                                      |
| --------- | -------------------------------------------- | ------------------------------------------ | ------------------------------------------- |
|           | Brivio Alfa Romeo 17 min 54 s 15             | Winn Well-Miller 18 min 1 s 77             | Shaw Stevens-Miller 18 min 13 s 92          |
| 2e ligne  | Pos. 4                                       | Pos. 5                                     | Pos. 6                                      |
|           | Connor Adams-Miller 18 min 23 s 22           | Litz Stevens-Miller 19 min 26 s 86         | Putnam Nowiak-Miller 19 min 28 s 17         |
| 3e ligne  | Pos. 7                                       | Pos. 8                                     | Pos. 9                                      |
|           | Shafer Rigling-Miller 20 min 16 s 09         | Nuvolari Alfa Romeo 17 min 9 s 62          | Farina Alfa Romeo 17 min 24 s 40            |
| 4e ligne  | Pos. 10                                      | Pos. 11                                    | Pos. 12                                     |
|           | Swanson Wetteroth-Offenhauser 18 min 5 s 54  | Cantlon Adams-Miller 18 min 8 s 96         | S. Gardner Duesenberg-Miller 18 min 12 s 20 |
| 5e ligne  | Pos. 13                                      | Pos. 14                                    | Pos. 15                                     |
|           | C. Gardner Miller 18 min 27 s 07             | Wimille Bugatti 18 min 28 s 02             | Wilman Stevens-Miller 18 min 32 s 92        |
| 6e ligne  | Pos. 16                                      | Pos. 17                                    | Pos. 18                                     |
|           | « Raph » Maserati 18 min 41 s 80             | Zarka Ambler-Miller 18 min 42 s 93         | Snyder Stevens-Miller 18 min 46 s 62        |
| 7e ligne  | Pos. 19                                      | Pos. 20                                    | Pos. 21                                     |
|           | Sommer Alfa Romeo 18 min 49 s 10             | Marion Miller 18 min 50 s 04               | Horn Stevens-Miller 18 min 50 s 24          |
| 8e ligne  | Pos. 22                                      | Pos. 23                                    | Pos. 24                                     |
|           | Decker Duesenberg 18 min 53 s 45             | Fairfield ERA 19 min 2 s 53                | Rose Stevens-Miller 19 min 4 s 15           |
| 9e ligne  | Pos. 25                                      | Pos. 26                                    | Pos. 27                                     |
|           | Tormei Wetteroth-Offenhauser 19 min 15 s 81  | Cummings Miller-Offenhauser 19 min 28 s 11 | Andres Diedt-Miller 19 min 34 s 34          |
| 10e ligne | Pos. 28                                      | Pos. 29                                    | Pos. 30                                     |
|           | Stapp Viglioni-Miller 19 min 50 s 03         | Davis Rigling-Miller 19 min 50 s 34        | McEvoy Maserati 19 min 51 s 50              |
| 11e ligne | Pos. 31                                      | Pos. 32                                    | Pos. 33                                     |
|           | Lake Ambler-Miller 19 min 54 s 94            | Étancelin Maserati 19 min 55 s 97          | Carew Rigling-Miller 19 min 56 s 88         |
| 12e ligne | Pos. 34                                      | Pos. 35                                    | Pos. 36                                     |
|           | Evans Bugatti 20 min 1 s 61                  | Banks Diedt-Miller 20 min 5 s 61           | Rayson Maserati 20 min 6 s 40               |
| 13e ligne | Pos. 37                                      | Pos. 38                                    | Pos. 39                                     |
|           | Brisko Miller 20 min 6 s 43                  | Snowberger Rigling-Miller 20 min 7 s 93    | Thorne Miller 20 min 24 s 88                |
| 14e ligne | Pos. 40                                      | Pos. 41                                    | Pos. 42                                     |
|           | Chamberlain Duesenberg-Miller 20 min 35 s 63 | Curzon ERA 20 min 46 s 53                  | Lewis ERA 20 min 46 s 53                    |
| 15e ligne | Pos. 43                                      | Pos. 44                                    | Pos. 45                                     |
|           | Gulotta Stevens-Miller 20 min 54 s 31        | Phillips Bugatti 21 min 0 s 13             | Balus Duesenberg 21 min 13 s 08             |

## Classement de la course
| Pos. | no | Pilote                          | Écurie                     | Châssis               | Tours | Temps/Abandon       | Grille |
| ---- | -- | ------------------------------- | -------------------------- | --------------------- | ----- | ------------------- | ------ |
| 1    | 8  | Tazio Nuvolari                  | Scuderia Ferrari           | Alfa Romeo 12C-36     | 75    | 4 h 32 min 44 s 4   | 8      |
| 2    | 18 | Jean-Pierre Wimille             | Automobiles Ettore Bugatti | Bugatti Type 59       | 75    | + 8 min 15 s 89     | 14     |
| 3    | 9  | Antonio Brivio                  | Scuderia Ferrari           | Alfa Romeo 12C-36     | 75    | + 13 min 0 s 35     | 1      |
| 4    | 16 | Raymond Sommer                  | Privé                      | Alfa Romeo Tipo B     | 75    | + 14 min 15 s 46    | 19     |
| 5    | 46 | Pat Fairfield                   | Privé                      | ERA A                 | 75    | + 24 min 4 s 48     | 23     |
| 6    | 12 | Fred McEvoy Carlo Felice Trossi | Privé                      | Maserati 4CM          | 75    | + 24 min 41 s 77    | 30     |
| 7    | 2  | Bill Cummings                   | Privé                      | Miller-Offenhauser    | 75    | + 24 min 59 s 06    | 26     |
| 8    | 32 | Mauri Rose                      | Privé                      | Stevens-Miller        | 75    | + 25 min 1 s 22     | 24     |
| 9    | 24 | Philippe Étancelin              | Privé                      | Maserati Tipo V8RI    | 75    | + 26 min 21 s 17    | 32     |
| 10   | 15 | Erich Litz Tony Wilman          | Privé                      | Stevens-Miller        | 75    | + 28 min 21 s 77    | 5      |
| 11   | 6  | Speed Gardner                   | Privé                      | Duesenberg-Miller     | 75    | + 31 min 22 s 64    | 12     |
| 12   | 4  | Emil Andres                     | Privé                      | Diedt-Miller          | 75    | + 33 min 10 s 92    | 27     |
| 13   | 45 | Francis Curzon                  | Privé                      | ERA B                 | 75    | + 33 min 27 s 70    | 41     |
| 14   | 28 | David Evans                     | Privé                      | Bugatti Type 51       | 75    | + 34 min 58 s 49    | 34     |
| 15   | 37 | Brian Lewis                     | Privé                      | ERA B                 | 75    | + 35 min 33 s 22    | 42     |
| 16   | 59 | Rick Decker                     | Privé                      | Duesenberg            | 75    | + 35 min 34 s 58    | 24     |
| 17   | 34 | Al Putnam                       | Privé                      | Nowiak-Miller         | 74    | + 1 tour            | 6      |
| 18   | 48 | Teddy Rayson                    | Privé                      | Maserati 4CM          | 74    | + 1 tour            | 36     |
| 19   | 67 | Roy Lake                        | Privé                      | Ambler-Miller         | 73    | + 2 tours           | 33     |
| 20   | 65 | Henry Banks                     | Privé                      | Diedt-Miller          | 72    | + 3 tours           | 37     |
| Abd. | 69 | George Connor                   | Privé                      | Adams-Miller          | 72    | Moteur              | 4      |
| 21   | 17 | Chet Gardner                    | Privé                      | Miller                | 72    | + 3 tours           | 13     |
| 22   | 66 | Elias Zarka                     | Privé                      | Ambler-Miller         | 71    | + 4 tours           | 17     |
| 23   | 51 | Bob Swanson                     | Privé                      | Wetteroth-Offenhauser | 71    | + 4 tours           | 10     |
| 24   | 44 | Tony Gulotta (en)               | Privé                      | Stevens-Miller        | 69    | + 6 tours           | 43     |
| 25   | 26 | Georges Shafer                  | Privé                      | Rigling-Miller        | 69    | + 6 tours           | 7      |
| 26   | 36 | Bruce Carew                     | Privé                      | Rigling-Miller        | 65    | + 10 tours          | 13     |
| 27   | 14 | Frank Brisko                    | Privé                      | Miller                | 65    | + 10 tours          | 37     |
| Abd. | 7  | Billy Winn                      | Privé                      | Well-Miller           | 62    | Essieu arrière      | 2      |
| 28   | 52 | Lewis Balus                     | Privé                      | Duesenberg            |       |                     | 45     |
| 29   | 57 | Ted Chamberlain                 | Privé                      | Duesenberg-Miller     |       |                     | 40     |
| 30   | 53 | Louis Tormei                    | Privé                      | Wetteroth-Offenhauser |       |                     | 27     |
| Abd. | 23 | Russ Snowberger                 | Privé                      | Rigling-Miller        | 61    | Freins              | 38     |
| Abd. | 38 | Joel Thorne                     | Privé                      | Miller                | 49    | Joint               | 38     |
| Abd. | 21 | Babe Stapp                      | Privé                      | Viglioni-Miller       | 48    | Réservoir d'essence | 28     |
| Abd. | 22 | Ted Horn                        | Privé                      | Stevens-Miller        | 45    | Bloqué              | 21     |
| Abd. | 43 | Jimmy Snyder                    | Privé                      | Stevens-Miller        | 40    | Réservoir d'essence | 18     |
| Abd. | 5  | Shorty Cantlon                  | Privé                      | Adams-Miller          | 35    | Valve               | 11     |
| Dsq. | 25 | Floyd Davis (en)                | Privé                      | Rigling-Miller        | 30    | Voiture remorquée   | 29     |
| Abd. | 42 | Tony Wilman                     | Privé                      | Stevens-Miller        | 12    | Pilotage            | 15     |
| Abd. | 10 | Giuseppe Farina                 | Scuderia Ferrari           | Alfa Romeo 12C-36     | 17    | Pilotage            | 9      |
| Dsq. | 29 | « Raph »                        | Privé                      | Maserati Tipo V8RI    | 9     | Départ aidé         | 16     |
| Abd. | 49 | Overton Phillips                | Privé                      | Bugatti               | 8     | Bielle              | 44     |
| Abd. | 20 | Milt Marion                     | Privé                      | Miller                | 3     | Embrayage           | 20     |
| Abd. | 3  | Wilbur Shaw                     | Privé                      | Stevens-Miller        | 2     | Accident            | 3      |

- Légende: Abd.=Abandon - Dsq.=Disqualifié - Np.=Non partant.

## Pole position et record du tour
- Pole position :  Antonio Brivio (Alfa Romeo) en 17 min 54 s 15.
- Meilleur tour en course :  Tazio Nuvolari (Alfa Romeo) en 3 min 25 s 42.